# Hany Abo Rida
Hany Abo Rida (arabisch هاني أبو ريدة, DMG Hānī Abū Rīda; * 14. August 1953 in Ägypten) ist ein internationaler Fußballfunktionär.
Von 2009 bis zu dessen Auflösung 2016 war er Mitglied des FIFA-Exekutivkomitees. Er wurde in dieses Amt vom afrikanischen Fußballverband gewählt.